# Liste der Biografien/Chv
Liste der Biografien |
Portal Biografien |
Personensuche
# |
A |
B |
C |
D |
E |
F |
G |
H |
I |
J |
K |
L |
M |
N |
O |
P |
Q |
R |
S |
T |
U |
V |
W |
X |
Y |
Z |
?
 
Ca |
Cb |
Cc |
Ce |
Ch |
Ci |
Cj |
Ck |
Cl |
Cm |
Cn |
Co |
Cr |
Cs |
Ct |
Cu |
Cv |
Cw |
Cy |
Cz
 
Cha |
Chb |
Che |
Chh |
Chi |
Chk |
Chl |
Chm |
Chn |
Cho |
Chr |
Cht |
Chu |
Chv |
Chw |
Chy
Die Liste der Biografien führt alle Personen auf, die in der deutschsprachigen Wikipedia einen Artikel haben. Dieses ist eine Teilliste mit 13 Einträgen von Personen, deren Namen mit den Buchstaben „Chv“ beginnt.

## Chv

### Chva
- Chvála, Emanuel (1851–1924), tschechischer Komponist und Musikschriftsteller
- Chvalkovský, František (1885–1945), tschechoslowakischer Diplomat und Politiker
- Chvalkovský, Ladislav (1944–2024), tschechischer Rock-Bassist und -sänger
- Chvalovský, Aleš (* 1979), tschechischer Fußballtorhüter
- Chvatal, Janet (* 1964), US-amerikanische MusicalsängerinJanet Chvatal (* 1964)

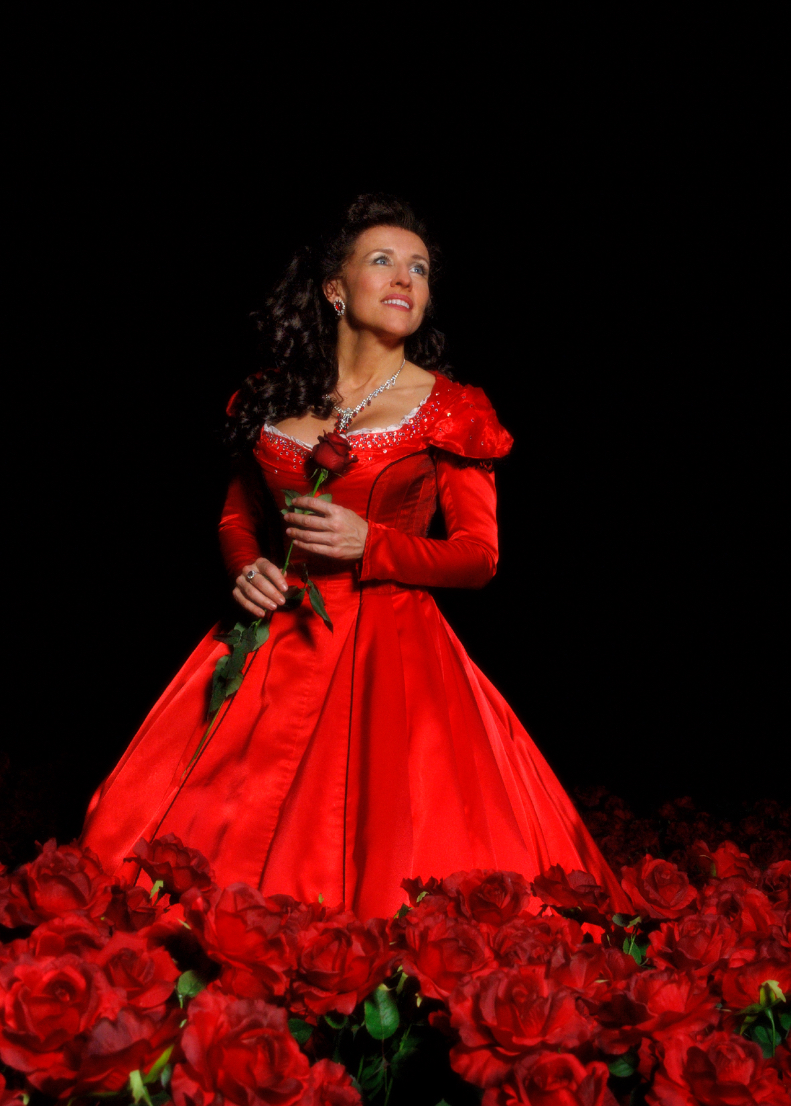
Janet Chvatal (* 1964)

- Chvátal, Robert (* 1968), tschechischer Manager
- Chvátal, Vašek (* 1946), tschechisch-kanadischer Mathematiker
- Chvátil, Vlaada (* 1971), tschechischer Spieleautor

### Chvo
- Chvojka, Érik (* 1986), kanadischer Tennisspieler
- Chvojka, Erwin (1924–2013), österreichischer Literaturwissenschaftler
- Chvojka, Jan (* 1980), tschechischer Advokat und Politiker
- Chvostek, Franz junior (1864–1944), österreichischer Internist
- Chvostek, Franz senior (1835–1884), österreichischer Internist